# П'юхаярв
П'юхаярв (ест. Pühajärv) — озеро на півдні Естонії у повіті Валгамаа, розташоване за 3 км на північний захід від міста Отепя. Вважається одним з найкрасивіших озер Естонії.

## Назва
Назва П'юхаярв перекладається з естонської мови як Священне озеро. У давні часи на північному березі озера знаходився священний дубовий ліс. У цьому місті місцеве населення святкувало Купала.

## Характеристика
П'юхаярв є подовгастим озером площею 286,3 га (3,5 км в ширину і 1,6 км в довжину). Розташоване на висоті 115 м над рівнем моря. Найбільша глибина — 8,5 м. Є п'ять островів. Береги піщані і гравійні, круті.
Озеро живиться чотирма притоками. Вода зеленкувато-жовта. Видимість 100—170 см.

## Рослинний світ
В озері зустрічається 34 види водних рослин.

## Тваринний світ
В озері водиться багато риби — лящ, лин, краснопірка, щука, плітка, окунь, судак, минь, карась, вугор і йорж.

## Туризм
Навколо озера є пішохідна стежка завдовжки 13 км. Озеро має популярність серед туристів. Під час свого перебування в Естонії у 1991 році озеро відвідав Далай-лама.

## У культурі
«Pühajärv» це ім'я незакінченої опери Едуарда Тубіна 1941 року. Крім того, П'юхаярв був популярним мотивом естонських художників, серед інших, Конрад Мягі.